# Río Pactolo
El río Pactolo (en turco: Sart Çayı) es un pequeño río cercano a la costa egea de Turquía. Nace en el monte Tmolo, fluye atravesando las ruinas de la antigua ciudad de Sardes, y desagua en el río Gediz, el antiguo Hermo, del que en la antigüedad era un pequeño afluente por la derecha. Corría por el reino de Lidia y según varias leyendas griegas era aurífero, y discurría por el corazón del territorio más fértil, región cuya riqueza en oro era proverbial, pero que estaba sujeta a sacudidas sísmicas. En la actualidad no es más que un torrente de poco caudal.[cita requerida]

## Mitología
En la mitología griega Pactolo (en griego Πακτωλός) es uno de los dioses fluviales. Aunque individualmente no se cita su filiación, en la Teogonía se dice que fueron tres mil los dioses fluviales, todos hijos de Océano y Tetis. En al menos una fuente se dice que el Pactolo y el Hidaspes son hermanos. Se le reconoce al menos una hija, Eurianasa, de quien dicen fue la consorte de Tántalo y la madre de Pélope, Níobe y Bróteas. Con el fin de contemplar las admirables labores de Aracne, con frecuencia abandonaban sus zarzas las ninfas del Tmolo y también abandonaban sus ondas las ninfas del Pactolo. Sófocles reconoce a Gea como soberana de las «corrientes doradas del Pactolo».
De acuerdo a la leyenda griega, el rey Midas se libró de su maldición de convertir todo lo que tocaba en oro al lavarse en el río. El historiador Heródoto afirmó que el oro contenido en los sedimentos arrastrados por el río era la fuente de las riquezas del rey Creso, hijo de Aliates. Posiblemente la fuente del mito es el color característico del río que le es dado por su lecho.
En otra leyenda se dice que el río recibía inicialmente el nombre de Crisórroas (Χρυσορρόας, «que mana oro») porque, según la leyenda, Crisórroas, un hijo de Apolo, se arrojó al río. Más tarde se llamó Pactolo, por Pactolo, hijo de Leucótea, que durante un festival consagrado a Afrodita no reconoció a su propia hermana, Demódice, y la violó. Al darse cuenta de lo que había hecho, y abrumado por el dolor, se arrojó al río. Desde entonces el nombre del río pasó de Crisórroas a Pactolo.